# Жанна Константинопольская (графиня Фландрии)
Жанна Константинопольская (Иоанна; фр. Jeanne de Constantinople; около 1200 — 5 декабря 1244), также Жанна Фландрская (фр. Jeanne de Flandre) и Жанна де Эно́ (фр. Jeanne de Hainaut) — старшая из двух дочерей латинского императора Балдуина I и Марии Шампанской, правившая Фландрией и Геннегау с 1205 года на протяжении 39 лет.

## Биография

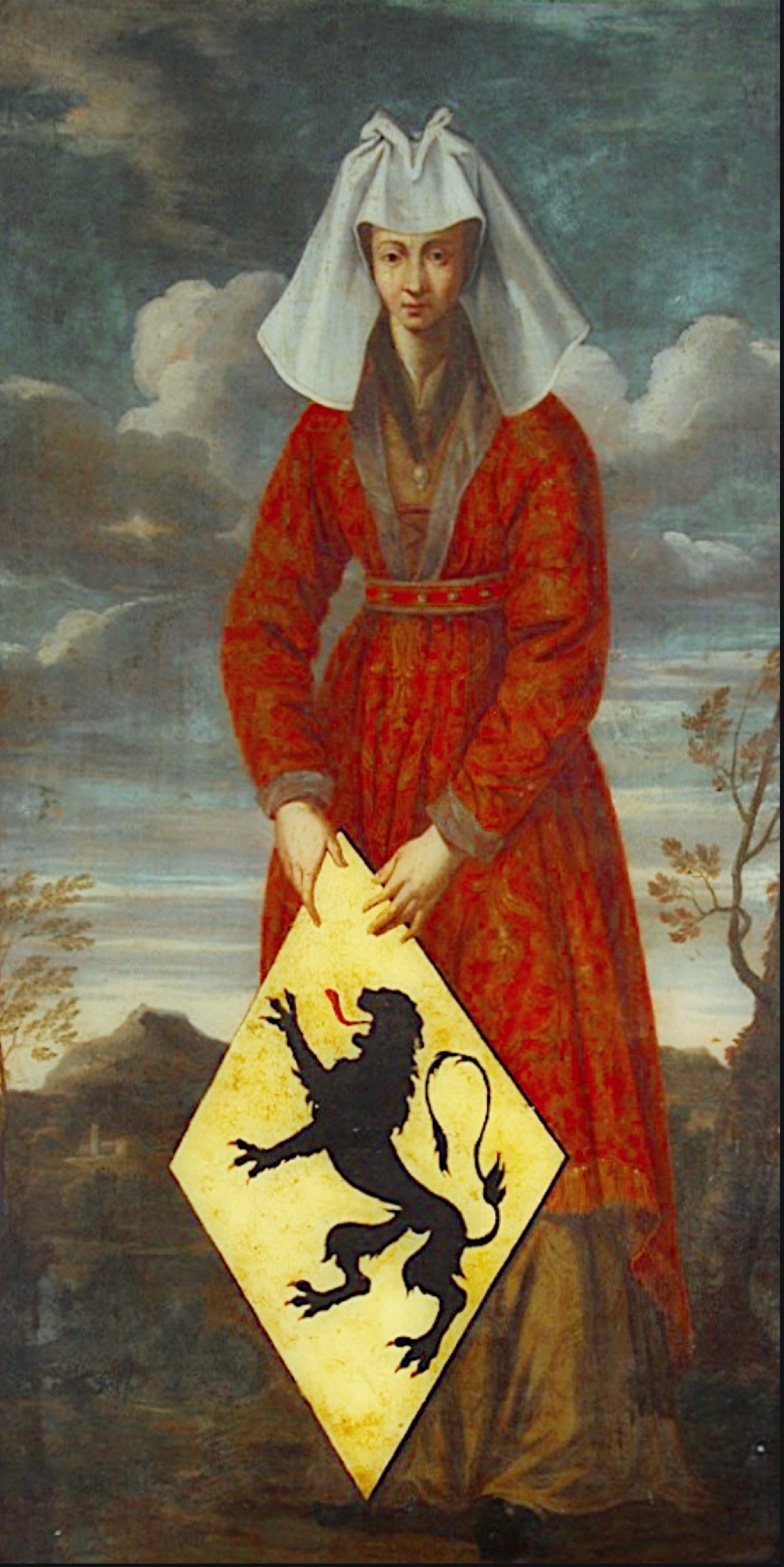
Жанна Константинопольская

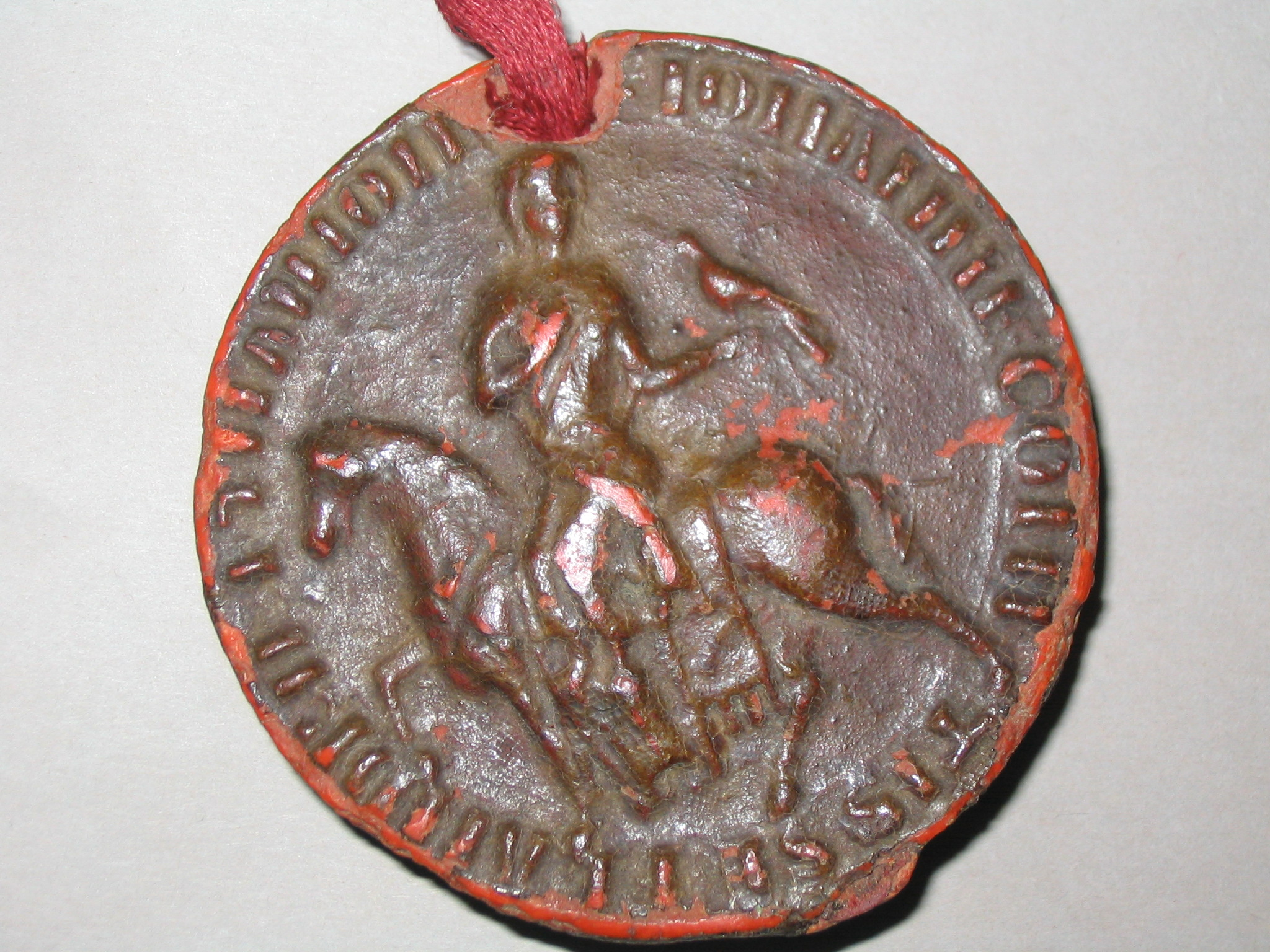
Печать Жанны

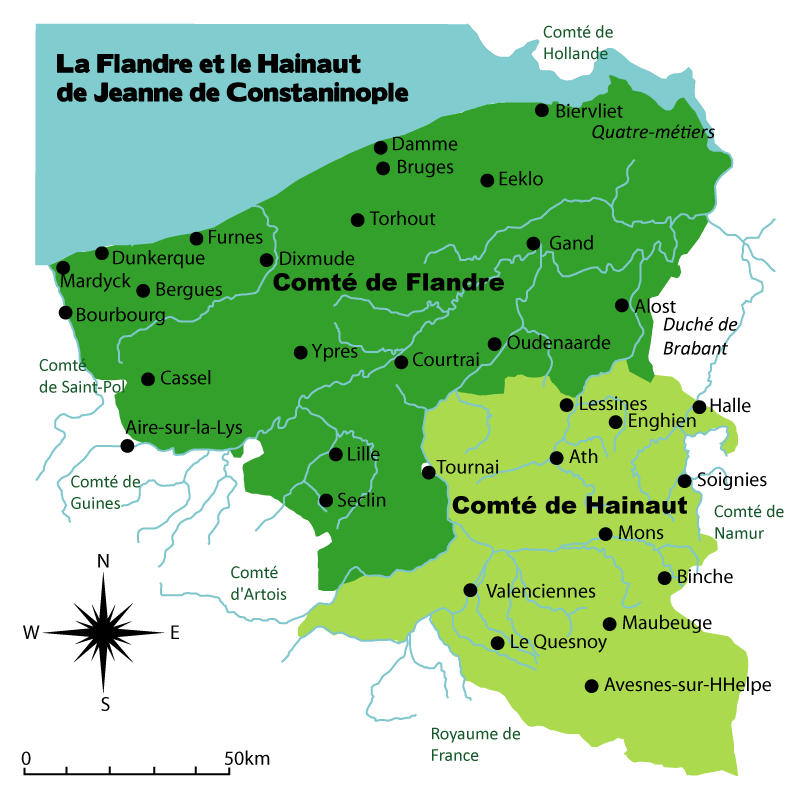
Фландрия и Эно в правление Жанны Константинопольской.

Когда Жанна была совсем ребёнком (её год рождения неизвестен), её родители отправились в Четвёртый крестовый поход, где отец был избран императором Константинополя. Через год он умер в болгарской темнице. Опекуном Жанны и ее младшей сестры Маргариты стал его брат — маркграфу Филипп Намюрский. Тот в 1211 году обручился с дочерью короля Филиппа Августа и передал опеку над девочками тестю.
Филипп Август, будучи первым браком женат на тётке Жанны, надеялся вернуть некогда отвоёванное у него Балдуином приданое (включая Артуа), однако нужда в средствах заставила его продать опекунство над фландрскими наследницами своему родственнику, «великому» Энгеррану де Куси, который, видимо, рассчитывал со временем взять одну из них в жёны.
После нескольких раундов придворных интриг рука Жанны была предложена сыну португальского короля Саншу I — инфанту Фердинанду. Тот в январе 1212 года прибыл в Париж, где они обвенчались, однако вернуться во Фландрию смогли не раньше, чем отказались от прав на Артуа в пользу наследного принца Людовика (будущего Людовика VIII). С целью вернуть Артуа молодожёны возобновили союз с английским королём Иоанном Безземельным и императором Оттоном IV.
В битве при Бувине (1214 год) англо-фламандско-немецкая коалиция была повержена, а Фердинанд на 12 лет попал в плен к французам. В течение этого времени Жанна правила одна, ссорясь с сестрой относительно дальнейшей судьбы трона.
В 1225 году во Фландрии объявился самозванец, выдававший себя за её отца, и поднял обездоленных голодом крестьян на восстание, которое удалось подавить с помощью французского короля.
В 1230 году Фердинанд был отпущен французами восвояси, и вскоре у Жанны родилась дочь. Родители обещали её руку графу Артуа (брату Людовика IX), надеясь тем самым вновь соединить Фландрию, Геннегау и Артуа в едином государстве. В 1233 году, однако, Фердинанд умер, а вслед за ним и дочь Жанны. Жанна, видимо, ещё находилась в детородном возрасте и с поспешностью заключила брак с Фомой Савойским, однако детей в этом браке не прижила.
После смерти Жанны в 1244 году её владения достались сестре Маргарите, а затем — её детям: Фландрию наследовал сын Маргариты от второго брака из дома Дампьер, а Геннегау — сын от первого, из рода рыцарей Авенов. В середине XIV века и Геннегау, и Голландия перешли через династический брак к Виттельсбахам.
В 2005 году было объявлено об обнаружении гробницы Жанны на месте основанного ею аббатства близ Лилля. Во время дополнительных раскопок, проведённых в 2007 году, её останки не были там найдены.